# Neochera zaria
Neochera zaria là một loài bướm đêm trong họ Erebidae.